# Peste Noire
Peste Noire — Black Metal-гурт в середньовічному стилі із Франції, утворений La sale Famine de Valfunde в 2000 році. Famine був головною творчою силою гурту з моменту її створення і по сьогоднішній день, всі пісні (слова, музика і соло) були написані Famine, за винятком «La Césarienne», написаної колишнім членом Neige, а також деяких інтермедій з Ballade cuntre lo Anemi francor, написаних Audrey Sylvain. В даний час існує офіційний сайт і дві «фанатські сторінки» (/ pestenoire та / pestenoiremetal), але вони жодною мірою не офіційні, так як вони йдуть проти ідеології BM, видимої Famine.

## Історія
Famine організував Peste Noire в 2000 році. Він зіткнувся з необхідністю в першу чергу знайти барабанщика, так як геть відмовлявся використовувати драм-машину. Він допоміг Neige з барабанами (і Argoth з басовими партіями до демо Macabre transcendance…) на демо гурту. Peste Noire випустили три демо: Aryan Supremacy (2001), Macabre transcendance… (2002), Phalènes et pestilence — salvatrice averse (2003) — і один спліт з Sombre Chemin в перші два роки свого існування.
Нові члени Winterhalter (ударні) і Indria (бас) приєдналися до Peste Noire в 2006 році для запису першого студійного альбому гурту і розширення меж музики Famine. Те, що в підсумку вийшло, Famine назвав Kommando Peste Noire. У той час Neige був виключений з гурту, і в PN на момент випуску «La Sanie Des Siecles — Panegyrique De La Degenerescence» залишилося три учасника (Famine, Winterhalter, Indria). «La Sanie Des Siecles» — переважно компіляція демо-треків, написаних і перезаписаних Famine в студії Rosenkrantz. Вельми незвичайний для метал-сцени альбом, напханий в окремих треках красивими соло і органними партіями. Neige прийшов як гість наприкінці запису і виконав вокальні партії на «Dueil Angoisseus» (студійна версія) і «Des Medecins Malades Et Des Saints Sequestres».
У наступному році Northern Heritage випустила EP Lorraine Rehearsal з чотирма «репетиційними» треками з серпня 2006 року і альтернативною версією Phalènes et pestilence, записаної в 2005 році Famine. Нарешті PN на концертах стали з'являтися вчотирьох (до цього складу обмежувався Winterhalter, Indria і самим Famine).
Їх другий альбом, Folkfuck folie, пішов лінії EP Lorraine Rehearsal. Особливістю альбому з'явилися цього разу студійні версії чотирьох «репетиційних» треків з Lorraine Rehearsal і один трек, написаний для PN Neige. Famine, який написав всі композиції на Folkfuck folie, сказав: «Багато речей, які я сам іноді не поділяю, є концепцією навколишнього всесвіту (музичної, естетичної та текстової), яка виросла і дозріла в моєму мозку».
У березні 2009 року гурт випустив свій третій альбом — Ballade cuntre lo Anemi francor (балада проти ворогів Франції, написання якої було позначено враженням Famine від творчості Франсуа Війона). Famine зібрав новий склад: ударник A. Julia та бас-гітарист Ragondin, замінивши Neige, Winterhalter і Indria. Цей альбом, пронизаний ностальгією за середньовічньою Францією, звучанням нагадує демо PN, але стилістично еволюціонував в суміш Black Metal, ритмічно складною важкої музики, фортепіанних інтермедій Sainte Audrey-Yolande de la Molteverge і партитур акустичних гітар, що робило упор на середньовічній тематиці гурту.
Бачення Famine блеку також ґрунтувалося на французькому націоналізмі, він пишався французьким культурним спадком, особливо середньовічньою Францією. Famine читав виключно французькі тексти (сучасні або старофранцузькі) про середньовічну або більш сучасною темі про зло, диявола, хворобах і божевіллі, і він також запозичив частину текстів та ідей Франсуа Війона (на пісню «Ballade cuntre les anemis de la France»), Крістін де Пізи (1364–1430) на пісню «Dueil Angoisseus», Гійом де Машо (1300–1377) для «Amour ne m'amoit ne je li», і з сучасної епохи: Шарля Бодлера (1821–1867) для пісні «Le Mort Joyeux» і «Spleen», Трістана Корб'єр (1845–1875) для «Paysage mauvais», Роберта Брасіллаха (1909–1945) для «Psaume IV». PN охрестили NS гуртом, як тільки Famine бовкнув, що вони націоналісти: «я націоналіст, не соціаліст … Мої дві країни: Франція і Пекло»).
Famine також пояснив, чому концепція Peste Noire заснована на націоналізмі.
«Black Metal є музичною даниною пам'яті нашим кровожерливим предкам, ця традиція, стара спадщина з фанатизмом,  гнівом і необачністю, в даний час втрачена. Наш погляд являє собою фундаменталізм, цілісну музику, яка допомагає мені залишатися в світі, що приходить в занепад. Ми біжимо від реальності, ми не можемо більше терпіти.» 
PN зіграли кілька концертів у Франції і кілька за кордоном: 19 січня 2008 року, вони дали концерт в Осло. У серпні 2008 року, вони також виступили на 13 дні туру в Квебеку, франкомовній частині Канади, яка також називається «Нова Франція», але відмовилися грати в США.
У 2008 De Profundis і Transcendental Creations перевидали перший альбом PN. Касетна запис «Morc Orbis terrarum» була випущена у вересні 2008 на вінілі. Також на вінілі в 2007 силами Northern Heritage вийшов «Lorraine Rehearsal». Робота над вініловими версіями повноформатних альбомів гурту ведеться в даний час.

## Дискографія

### Альбоми
- La Sanie des siècles — Panégyrique de la dégénérescence (2006)
- Folkfuck folie (2007)
- Ballade cuntre lo Anemi francor (2009)
- L'Ordure à l'état Pur (2011)
- Peste Noire (2013)
- La Chaise-Dyable (2015)

### Демо
- Aryan Supremacy (2001)
- Macabre transcendance… (2002)
- Phalènes et pestilence — salvatrice averse (2003)
- Phalènes et pestilence (2005)

### Спліти
- Mémoire Païenne (2004)
- Horna / Peste Noire (2007)
- Rats des villes vs rats des champs (2014)

### EP
- Lorraine Rehearsal (2007)

### Сингли
- A La Chaise-Dyable (2015)
- Le dernier putsch (2015)